# Sabrina Viguier
Sabrina Marie-Christine Viguier född 4 januari 1981 i Rodez, Frankrike, är en fransk före detta fotbollsspelare. Hon representerade under sin karriär bland annat Olympique Lyonnais och Kopparbergs/Göteborg FC. Hon ingick i Frankrikes landslagstrupp under VM i USA år 2003, VM i Tyskland år 2011 och OS i Storbritannien år 2012.